# 建康郡
建康郡，中国前涼时设置的郡。

## 建置沿革
前涼張駿統治時期（324年－346年），分酒泉郡置建康郡，領樂涫、建康、表氏三縣，治所為樂涫（今甘肅省酒泉市肅州區東南），屬涼州。前涼滅亡後，建康郡相繼為前秦（376年－386年）、後涼（386年－397年）、北涼（397年－401年）、西涼（401年－417年）、北涼（417年－439年）所有。北涼玄始六年（417年），建康郡改屬秦州。
北涼承和七年（439年），建康郡降於北魏，郡廢。

## 太守
- 李隰，前秦苻丕太安二年（386年）起兵以應張大豫。[1]
- 段業，后凉呂光龙飞二年（397年）自號涼州牧。[2]
- 沮渠挐，後秦姚興弘始三年（401年）除。[3]
- 張體順，西秦李暠建初元年（405年）出任。[4]